# Loofhoutfranjekelkje
Het loofhoutfranjekelkje (Lachnum impudicum) is een schimmel behorend tot de familie Lachnaceae. Het leeft saprotroof op dood loofhout.

## Kenmerken

### Uiterlijke kenmerken
De apothecia (vruchtlichamen) zijn zittend of gesteeld. De kleur van het hymenium is witachtig, zelden roze tot oranjekleurig en worden okerkleurig naarmate ze ouder worden.

### Microscopische kenmerken
De haren zijn cilindrisch en hebben een ruw oppervlak tot aan de top. De randharen meten 40-60 µm en de flankharen meten 50-90 µm. De asci zijn 8-sporig, hebben een amyloïde top, komen voort uit croziers (haakvormige basis) en meten 43-52 × 5-6 µm. De ascosporen zijn hyaliene, dunwandig, zonder oliedruppels en meten 5-9 × 1,5-2,3 µm. De parafysen zijn spitsvormig/lancetvormig en hebben een breedte van 2,5-3,5 µm.

## Verspreiding
Het loofhoutkelkje komt voor in Europa en Noord-Amerika. In Nederland komt het zeldzaam voor. Het staat niet op de rode lijst en is niet bedreigd.

## Foto's

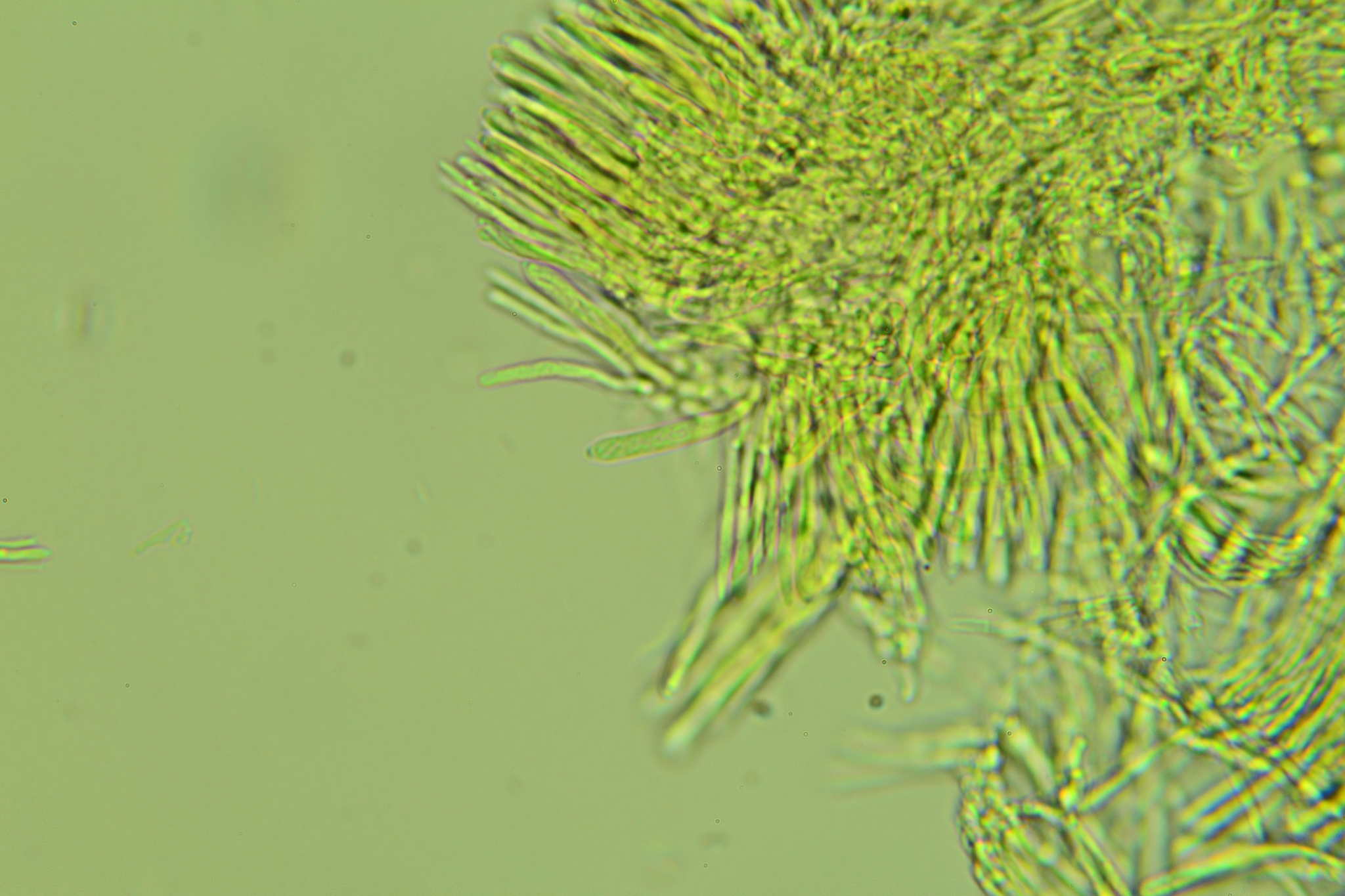
Parafysen
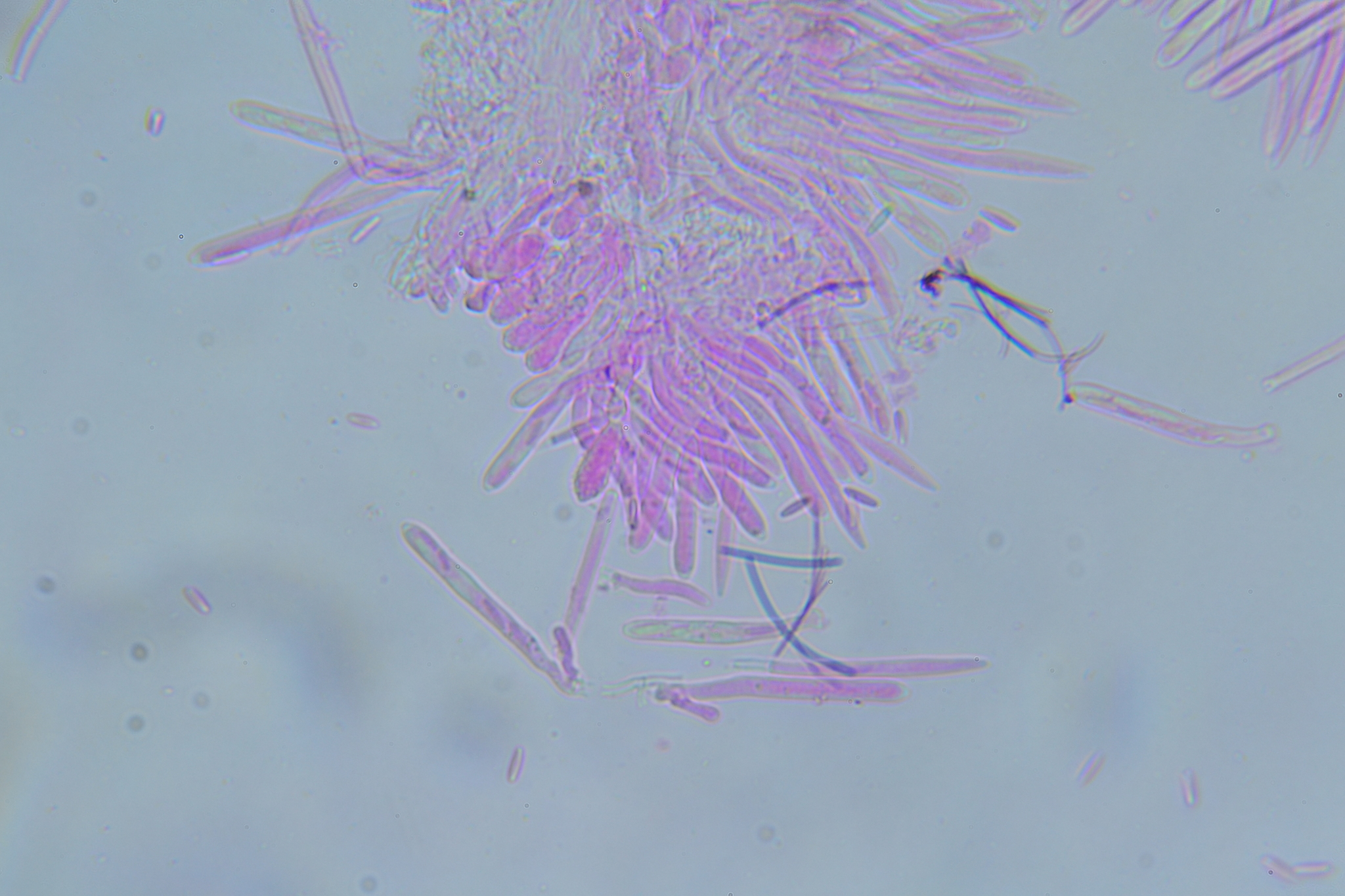
Asci met sporen